# ATP International Series
ATP International Series foren una sèrie de competicions tennístiques professionals que es disputaven internacionalment i que formaven part de l'ATP Tour. Fou reemplaçat per l'ATP Tour 250 a partir de 2009.
Els tornejos International Series oferien premis en metàl·lic (que anaven dels 333.000 a 1.000.000 de dòlars per a l'any 2007) i la possibilitat de guanyar punts per al rànquing de l'ATP. Tant pel que fa als premis com als punts atorgats, aquests tornejos estaven just per sota dels ATP Masters Series i dels ATP International Series Gold.